# For Your Love (musikalbum)
For Your Love är ett studioalbum från 1965 med den brittiska rockgruppen The Yardbirds utgiven på det amerikanska skivbolaget Epic Records. The Yardbirds hade en nummer sex hit i USA med albumets titelspår och under förberedelserna till bandets första USA-turné, satte bandets manager och producent Giorgio Gomelsky ihop ett album bestående av amerikanska utgivningar och redan utgivna singlar.
Albumet klättrade till nummer 96 på Billboard 200.

## Låtlista
Sida 1
1. "For Your Love" (Graham Gouldman) – 2:31
2. "I'm Not Talking" (Mose Allison) – 2:33
3. "Putty (in Your Hands)" (John Patton, Kay Rogers) – 2:18
4. "I Ain't Got You" (Calvin Carter) – 2:00
5. "Got to Hurry" ("Oscar Rasputin" a.k.a. Giorgio Gomelsky – 2:33
6. "I Ain't Done Wrong" (Keith Relf) – 3:39

Sida 2
1. "I Wish You Would" (Billy Boy Arnold) – 2:19
2. "A Certain Girl" (Naomi Neville a.k.a. Allen Toussaint) – 2:18
3. "Sweet Music (stereo)" (Walter Bowie, Otis Leavill Cobb, Major Lance) – 2:30
4. "Good Morning Little Schoolgirl" (H.G. Demarais) – 2:46
5. "My Girl Sloopy" (Wes Farrell, Bert Russell) – 5:38

## Medverkande
The Yardbirds
- Keith Relf – sång, munspel
- Eric Clapton – sologitarr
- Jeff Beck – sologitarr
- Chris Dreja – kompgitarr
- Paul Samwell-Smith – basgitarr, sång
- Jim McCarty – trummor, sång

Bidragande musiker
- Giorgio Gomelsky – bakgrundssång
- Brian Auger – cembalo
- Denny Pierce – bongotrummor
- Ron Prentice – kontrabas
- Manfred Mann – keyboard, bakgrundssång
- Paul Jones – bakgrundssång
- Mike Hugg – vibrafon
- Tom McGuinness – gitarr
- Mike Vickers – gitarr